# توان ده
توان ده (به انگلیسی: Powers of Ten) فیلمی ۸ دقیقه‌ای به کارگردانی چارلز ایمز است.